# 室町公藤

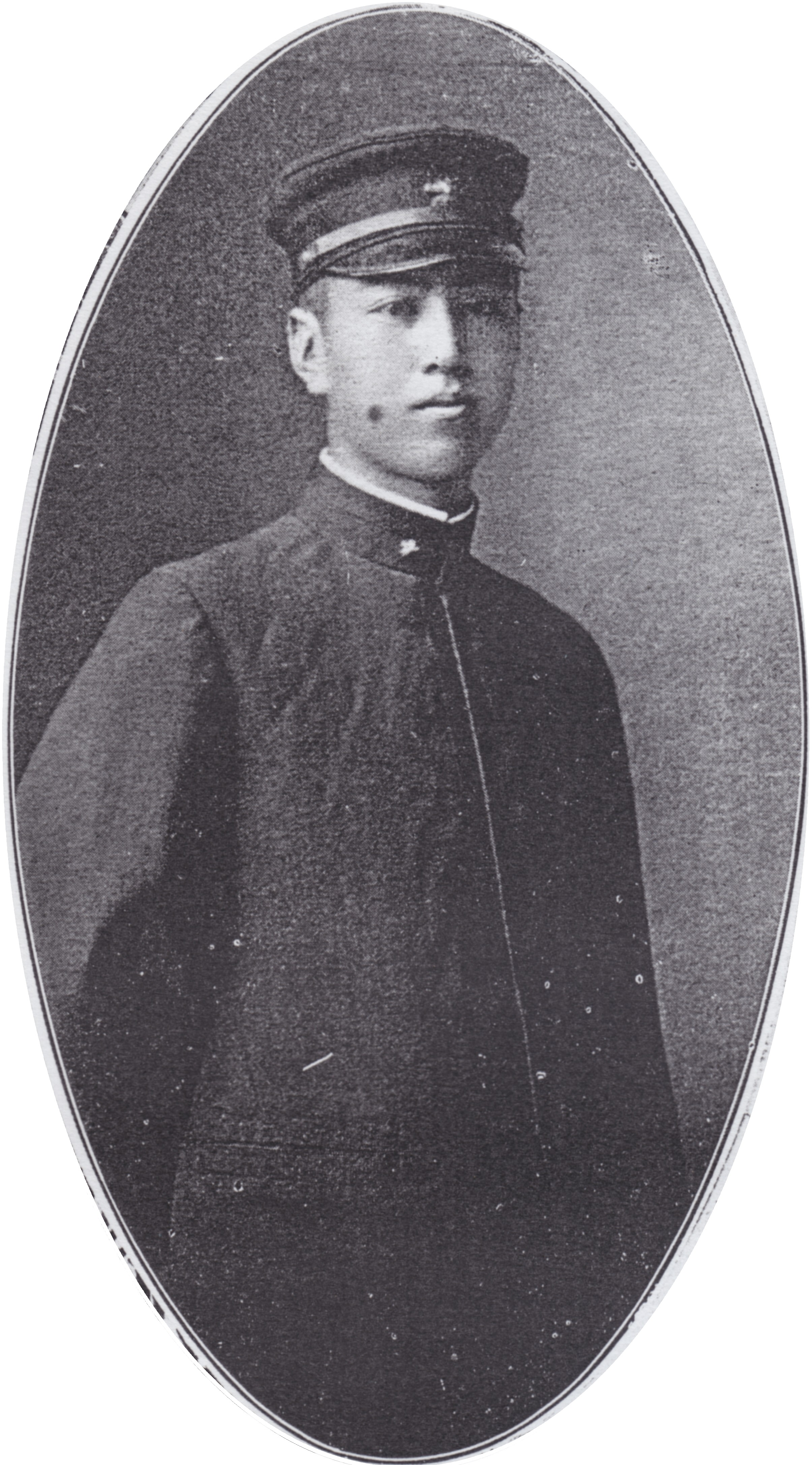
室町公藤

室町 公藤（むろまち きんふじ、1893年（明治26年）9月30日 - 1965年（昭和40年）12月13日）は、明治から昭和期の華族、宮内庁職員、神職。伯爵、東山天皇の男系七世子孫。

## 経歴
華族・室町公大の長男として生まれる。1907年（明治40年）9月25日、伯爵を襲爵。1914年（大正3年）学習院高等科（現学習院大学）を卒業した。
宮内省に入省。掌典時代の1949年（昭和24年）には、石清水祭（石清水八幡宮）に勅使として参向した。その後は大宮御所祗候、宮内庁掌典長などを歴任。平安神宮宮司を務めた。

## 親族
- 父：室町公大（貴族院伯爵議員）[1][2]
- 母：室町賀寿子（園池公静長女）[1][2]
- 妻：室町具子（山本実庸六女）[1][2]
- 長男：室町公昌（1918年5月10日-1944年5月8日）[1][2]
- 二男：山本公慶（1921年9月8日生、山本公富養子）[1][2]
- 三男：室町公範（1926年10月20日）[1][2]